# Cantonul Avignon-Nord
Cantonul Avignon-Nord este un canton din arondismentul Avignon, departamentul Vaucluse, regiunea Provence-Alpes-Côte d'Azur, Franța.

## Comune
- Avignon (parțial, reședință)
- Le Pontet